# Creep
Creep este a doua piesă de pe albumul Pablo Honey al trupei britanice Radiohead. A fost primul mare hit al formației.